# استفان هافمن
استفان هافمن (انگلیسی: Stephan Hoffmann؛ زادهٔ ۹ اوت ۱۹۵۰) بازیکن فوتبال اهل آلمان است.